# Kalciumantagonist
Kalciumantagonister, kalciumhämmare eller kalciumhämmande läkemedel är läkemedel som används vid flera kardiovaskulära sjukdomar. Exempel på sjukdomar där behandling med kalciumantagonister förekommer är hypertoni (högt blodtryck), angina pectoris, supraventrikulär takyarytmi, Raynauds sjukdom och cerebral vasospasm.

## Användning
Kalciumantagonister används ibland tillsammand med ACE-hämmare och betablockerare för att öka den blodtryckssänkande effekten.

## Verkan
Kalciumantagonister minskar flödet av kalciumjoner i celler genom att påverka en särskild typ av kanal för kalciumjoner i cellmembranet, som kallas L-kanal. Även om kalciumkanaler finns i alla celler, visar kalciumantagonisterna upp en stor selektivitet för glatt muskulatur och retledningssystemet i hjärtat, och det är därför som de kan användas som läkemedel vid kardiovaskulära sjukdomar.
Verkan leder till att muskelcellerna slappnar av (vasodilatation) vilket minskar motståndet mot vilket hjärtat måste pumpa. Exempel på kalciumhämmare är Felodipin och Amlodipin.

## Grupper av kalciumantagonister
Det finns tre kemiskt olika huvudgrupper av kalciumantagonister med olika bindningsställen på L-kanalen:
- Fenylalkylaminer, såsom verapamil
- Bensotiazepiner, såsom diltiazem (Cardizem®)[2]
- Dihydropyridiner, såsom amlodipin, felodipin, isradipin, nifedipin, nikardipin, nimodipin, och nisoldipin.

## Historik
I början av 1960-talet beskrevs den första kalciumantagonisten i form av verapamil, som är derivat av papaverin. Denna lanserades först som en betareceptorblockerare, och fick 1969 beteckningen kalciumantagonist efter att Albert Fleckenstein närmare hade studerat dess effekt på hjärtmuskulatur.